# 荒川俊治
荒川 俊治（あらかわ としはる、1948年2月27日 - ）は、日本の実業家。エス・バイ・エル（現ヤマダホームズ）元代表取締役社長。サンコンサルティング株式会社代表取締役。

## 人物
プロフィール
愛知県大府市出身。1960年大府市立吉田小学校を卒業、1963年大府市立大府中学校を卒業、1966年愛知県立刈谷工業高等学校機械科を卒業し、1966年愛知機械工業に入社。1968年に名城大学農学部へ入学、1972年に卒業。同年4月、株式会社東名サービスに造園、外構設計士として入社するが、営業兼務を経て営業専任となる。1976年積水ハウスに入社。2002年に執行役員、2004年常務執行役員、2006年取締役常務執行役員に就任。その営業実績をかわれ、2009年9月にエス・バイ・エルに入社、同年12月より代表取締役社長に就任。2013年5月28日に退任した。2013年11月28日サンコンサルティング株式会社を設立。代表取締役就任。農業・宿泊事業・貿易事業を通して、社会の様々な課題に取り組む。
目指すカラー
ゴールド
家族・姻戚
父は師範学校卒業の教育者。
趣味
登山、カラオケ、海水浴
ゴルフ HC11、卓球、水泳
庭園鑑賞
自動車 B級ライセンス取得　国内上級ラリー完走
オートバイ BMW 750cc
船舶操縦　小型船舶操縦免許証2級取得
野球 硬式　軟式

## エピソード
17歳（高校時代）
愛知県大府市から四国一周し、1700kmを自転車で走破。自然の美しさと人情の深さに触れ合い、俳句を詠む。
20歳
ゴムボートに乗っていた子どもが沖に流され、泳いで助ける。自分の命を捨てる覚悟があれば、相手を救えること（大抵のことは何でもできること）を学ぶ。
株式会社東名サービス時代
名古屋大学農学部、門田正也教授（当時は助教授）の指導を受け、後に大手企業二社で工場緑化の受注に成功。
あららぎ高原カントリークラブ（現、あららぎカントリークラブ）の起工式にて、高松宮殿下を名古屋駅から長野県あららぎ高原カントリークラブ（現、あららぎカントリークラブ）へ車で先導。
25歳
独身で結婚式の大役・仲人（媒酌人）を任される。その結果、仕切りっぷりを見込まれ京都の作庭家重森三玲に弟子入りしている息子を実家に戻るように説得して欲しいと頼まれ、京都へ向かい説得。これが野村勘治と出会いであり、以降現在に至るまで親睦を深める。
積水ハウス入社10年目
経営陣（社長・取締役を含む全ての幹部社員約500名）の前で、「皆様にお願いがあります。皆さんは幹部社員です。幹部社員は常に部下に夢を与え続けなければなりません。」と社員に夢を与えるのが、経営陣の大切な役割であると退職覚悟で熱弁を吐く。
エス・バイ・エル社長時代
週刊東洋経済経営トップの通信簿240社、社長の通信簿ランキング20位に輝く。
（経営トップ就任時の時価総額と、直近の時価総額との合計額を比較。企業価値が何倍になったかを企業価値増大倍率として計算）

## 経歴
- 1976年 積水ハウス入社
- 2002年 執行役員
- 2004年 常務執行役員
- 2006年 取締役兼常務執行役員
- 2008年 積和不動産関西入社、常務取締役
- 2009年 エス・バイ・エル入社、執行役員副社長
- 2009年 代表取締役社長
- 2013年 退任
- 2013年 サンコンサルティング株式会社設立、代表取締役

## 経営観
- 企業とは人材（人財）を育成し、幸せに導き、人材（人財）の成長に依り、企業の成長に繋がる。そして社会の公器となり、地域・社会に貢献する。[3]
- 協力会社との関係は運命共同体であり、車の両輪である。親会社、下請けの関係ではなく、互いに守り合うが依存せず、それぞれの責任を果たす。[11]
- 心正しき判断とは、先ず法を遵守、次に顧客、社員、協力会社を守ることを優先することで、自社を守るのはその次である。[12]
- 絆を重視 エス・バイ・エルの代表取締役に就任後、企業理念に絆を掲げる。その後、東日本大震災に見舞われ、日本中に絆の大切さが認識される。[13]
- ES＝CS　ESを重視する考え方はCSも重視する。つまり同質である。[14]（ES=Employee Satisfaction（従業員満足）、CS=Customer Satisfaction（顧客満足度））
- 好きな言葉は、上杉鷹山の「為せば成る為さねば成らぬ何事も、成らぬは人の為さぬなりけり」[15]

## 番組出演
ニュース番組
- NNN Newsリアルタイム・サタデー(2010年2月13日、日本テレビ)　-　“鬼”の新社長 ライバル社から就任
- 特集 汐留リーダーズEYE（2010年2月15日、日テレNEWS24）　-　＃17　エス・バイ・エル株式会社　社長荒川俊治　[16]

## 著書
著者山川修平氏の取材に協力して『住宅産業界の鬼才』の出版に至る。
- 『住宅産業界の鬼才』山川修平　三一書房、2014年10月17日、ISBN 978-4-380-14901-6